# Liste der Naturschutzgebiete im Landkreis Ravensburg
Im Landkreis Ravensburg gibt es 75 Naturschutzgebiete. Für die Ausweisung von Naturschutzgebieten ist das Regierungspräsidium Tübingen zuständig. Nach der Schutzgebietsstatistik der Landesanstalt für Umwelt, Messungen und Naturschutz Baden-Württemberg (LUBW) stehen 6334,30 Hektar der Kreisfläche unter Naturschutz, das sind 3,88 Prozent.
| Name                                                        | Bild           | Kennung            | Einzelheiten | Position | Fläche Hektar | Datum                          |
| ----------------------------------------------------------- | -------------- | ------------------ | --- | -------- | ------------- | ------------------------------ |
| Dornacher Ried mit Häckler Ried, Häckler Weiher und Buchsee | Häckler Weiher | 4.001 WDPA: 169006 | Wolpertswende, Fronreute Zwischen Moränenzügen gelegene, vermoorte und verlandete Gletscherseen. Dornacher Ried, ein nahezu unberührtes Bergkiefern-Hochmoor mit dem Blindsee (Hochmoorkolk). Das Häckler Ried besteht aus Flach- und Übergangsmoor und umschließt den Häcklerweiher; Lachmöwenkolonie. Der Buchsee mit ausgedehnten Seerosen-Beständen ist durch eine Straße vom Häckler Ried getrennt; Bannwald (LWaldG § 32). | ⊙        | 150,1         | 4. Juni 1937                   |
| Edensbacher Mösle                                           |                | 4.002 WDPA: 81573  | Waldburg Nahezu unberührtes Spirkenhochmoor in bewaldeter Drumlinlandschaft; Bannwald (LWaldG § 32). | ⊙        | 4,5           | 23. Aug. 1937                  |
| Füremoos                                                    | BW             | 4.006 WDPA: 81705  | Vogt Ungestörtes Hochmoor in der Drumlinlandschaft im Altdorfer Wald. Nur am Rande Bergkiefern. Reste eines verlandenden Sees; Bannwald (LWaldG § 32). | ⊙        | 4,8           | 23. Aug. 1937                  |
| Rohrsee                                                     |                | 4.013 WDPA: 166075 | Bad Wurzach Toteissee der Würmeiszeit. Ältestes Brutgebiet der Lachmöwe in Württemberg. Brutgebiet vieler Arten von Rallen, Enten, Tauchern und Stelzvögeln; Vogelschutzgebiet. Ausgedehnte Verlandungszonen, vom Rande und von flachen Inseln ausgehend. | ⊙        | 110,0         | 12. März 1938                  |
| Schreckensee                                                |                | 4.018 WDPA: 82556  | Wolpertswende, Fronreute See innerhalb eines Moor- und Sumpfgebietes mit beispielhafter Verlandungszonierung in völlig natürlichem Zustand; kleine Lachmöwen-Kolonie; im Boden der Halbinsel im Südwesten des Sees eine jungsteinzeitliche Siedlung; See von Flachmoor und Streuwiesen umgeben. | ⊙        | 85,9          | 26. Mai 1939                   |
| Pfrunger-Burgweiler Ried                                    |                | 4.028 WDPA: 82329  | Königseggwald, Riedhausen, Wilhelmsdorf, Ostrach Einzigartiger ausgedehnter Moorkomplex aus Hoch-, Zwischen- und Niedermooren als Lebensraum einer artenreichen Pflanzen- und Tierwelt. Die Vielfalt der von Natur und Kultur geprägten Landschaftselemente soll für die künftigen Generationen bewahrt werden. (Große Trauben + Pfrunger Ried). | ⊙        | 774,9         | 20. Nov. 1980                  |
| Wurzacher Ried                                              |                | 4.035 WDPA: 6979   | Bad Wurzach Das Wurzacher Zungenbecken wurde durch den Rhein-Vorlandgletscher während der Mindeleiszeit ausgeschürft. Das Ried hat sich aus einem würmeiszeitlichen Gletscherstausee mit Auslauf bei Wurzach gebildet. Heute sammelt sich das Wasser aus den umgebenden Moränenhügeln in den Haidgauer Quelltöpfen und bei Dietmanns, wodurch Quellseen, umgeben von Kalkflachmooren und anderen kalkabhängigen Pflanzengesellschaften, entstehen. Das Haidgauer Ried und das Alberser Ried sind Hochmoorschilde, bestockt mit Bergkiefern; teils offene Hochmoordecken; Brut- und Rastgebiet zahlreicher Vogelarten. | ⊙        | 1.798,8       | 4. Apr. 1997                   |
| Dolpenried                                                  | BW             | 4.038 WDPA: 81536  | Altshausen, Wolpertswende Kleines Spirkenhochmoor mit Übergangsmoor auf den abgetorften Flächen, im Süden Übergänge zum Flachmoor; Blindsee mit Schwingrasen völlig zugewachsen. | ⊙        | 57,4          | 22. Juni 1966                  |
| Mariataler Wäldle                                           | BW             | 4.039 WDPA: 82140  | Ravensburg Parkartiger Wald im Schussental mit eingestreuten Wiesenflächen und einem kleinen Weiher. | ⊙        | 8,5           | 11. Aug. 1966                  |
| Schenkenwald                                                |                | 4.040 WDPA: 82518  | Baindt, Fronreute Einziger größerer Waldkomplex im Schussental auf alluvialem Schwemmmaterial; größtenteils Eichen Hainbuchen-Mischwald, in Mulden und Rinnen Erlen-Eschen-Auwald; artenreiche Vogelwelt. | ⊙        | 66,2          | 2. Aug. 1967                   |
| Scheibensee                                                 |                | 4.041 WDPA: 82515  | Waldburg Kleiner See (ca. 80 m im Durchmesser) mit Schwingrasen in einer Mulde am Außenrand der inneren Jungmoräne. Nährstoff- und kalkarmes Wasser. Von Flach- und Zwischenmoor umgeben. | ⊙        | 5,6           | 2. Aug. 1967                   |
| Bibersee                                                    | BW             | 4.042 WDPA: 81395  | Fronreute Kalk-oligotropher See in einem Toteisloch mit schmalen Gürteln aus Seerosen und Verlandungsröhricht. In der Uferrandzone Kalkflachmoor und Pfeifengraswiesen mit aufkommendem Weiden-Faulbaum-Gebüsch. | ⊙        | 4,9           | 15. Apr. 1969                  |
| Blinder See                                                 |                | 4.043 WDPA: 81422  | Fronreute Zwischenmoor mit Restsee und Schwingrasen. Randlich Schwarzerlen-Birkenbruch, teilweise in Fichtenforst umgewandelt. | ⊙        | 7,8           | 18. Apr. 1969                  |
| Felder See                                                  |                | 4.044 WDPA: 81646  | Waldburg Toteissee mit breitem Verlandungsgürtel. Vielfältige Schwimmblatt- und Verlandungsgesellschaften und schwimmende Vegetationsinseln. | ⊙        | 10,9          | 28. Apr. 1969                  |
| Blauensee                                                   |                | 4.045 WDPA: 81416  | Waldburg Verlandeter See, der sich im Flachmoorstadium befindet und stellenweise bereits Zwischenmoorstadium erreicht hat; der landschaftlichen Vielfalt entsprechend reiche Flora; Anschluss an das NSG 4.41 "Scheibensee". | ⊙        | 29,7          | 20. Feb. 1970                  |
| Vorsee-Wegenried                                            | BW             | 4.048 WDPA: 82823  | Wolpertswende Vorsee mit artenreichem Verlandungsgebiet und Streuwiesengürtel. Wegenried mit geschlossener Entwicklungsreihe vom Flachmoor bis zum Hochmoor. Hochmoorfläche teilweise noch baumfrei; artenreiche Vegetation. | ⊙        | 45,3          | 6. Aug. 1971                   |
| Bohlweiher                                                  |                | 4.049 WDPA: 81436  | Schlier Ehemaliger Weiher, jetzt Flachmoorwiesen mit artenreicher Flora und Fauna. | ⊙        | 22,1          | 6. Aug. 1971                   |
| Dietenberger Weiher                                         | BW             | 4.062 WDPA: 81527  | Waldburg Kleiner, fast verlandeter Weiher in einem Toteisloch in der jüngeren kuppigen Schmelzwasserlandschaft; gut ausgebildete Flachmoor- und Verlandungsgesellschaften | ⊙        | 3,3           | 21. Dez. 1973                  |
| Girasmoos                                                   | BW             | 4.063 WDPA: 81734  | Bergatreute Verlandender Weiher, umgeben von einem Streuwiesengürtel mannigfaltiger Zusammensetzung | ⊙        | 9,6           | 21. Dez. 1973                  |
| Wasenmoos bei Grünkraut                                     |                | 4.064 WDPA: 82867  | Grünkraut Urwaldartige Birkenmoorwälder im Mosaik mit kleinflächigen Zwischenmoor- und Flachmoorgesellschaften. | ⊙        | 25,6          | 21. Dez. 1973                  |
| Hermannsberger Weiher                                       |                | 4.065 WDPA: 163646 | Achberg Abgelassener ehemaliger Weiher, dessen Boden heute von einem Flachmoor mit einer Vielzahl bemerkenswerter Pflanzengesellschaften bedeckt wird. Ihre ungestörte Weiterentwicklung soll verfolgt werden. | ⊙        | 17,3          | 21. Dez. 1973                  |
| Hangquellmoor Epplings                                      |                | 4.066 WDPA: 81822  | Wangen im Allgäu Kalkreiches Quellmoor am Talhang des oberen Argentales mit einem besonders schön ausgebildeten und artenreichen Caricetum davallianae. | ⊙        | 1,4           | 21. Dez. 1973                  |
| Teufelssee                                                  |                | 4.067 WDPA: 82705  | Wangen im Allgäu Verlandeter See in einem Toteisloch, heute überzogen von einem Komplex verschiedener Flachmoor- und Zwischenmoor-Gesellschaften mit floristischen Seltenheiten | ⊙        | 1,0           | 21. Dez. 1973                  |
| Hangquellmoor Bachholz                                      |                | 4.068 WDPA: 81821  | Wangen im Allgäu Kopfbinsenmoor in Nord-West-Exposition am Hang des unteren Argentales. | ⊙        | 0,3           | 21. Dez. 1973                  |
| Überwachsener See                                           |                | 4.069 WDPA: 165977 | Wilhelmsdorf Verlandeter See, der zu Beginn des 20. Jahrhunderts in seinem Nordteil noch kleinere offene Wasserflächen hatte. Heute ist die gesamte Seefläche von einem Schwingrasen überwachsen. An einigen Stellen hat sich auf Schwingrasen durch Anflug ein lichtes Weiden-Birken-Gebüsch, bestehend aus Moorbirke, Waldkiefer, Faulbaum und verschiedenen Weidenarten, eingefunden; floristische Seltenheiten. | ⊙        | 2,5           | 21. Dez. 1973 bis 9. Jan. 2017 |
| Auweiher                                                    |                | 4.071 WDPA: 81343  | Neukirch (Bodenseekreis), Bodnegg Artenreiche Streuwiesen auf ehemaligem Weiherboden mit floristischen Seltenheiten. | ⊙        | 7,3           | 21. Dez. 1973                  |
| Regnitzer Weiher                                            |                | 4.073 WDPA: 82377  | Achberg Kalkflachmoor aus einem Komplex mehrerer bemerkenswerter Pflanzengesellschaften; floristische Seltenheiten. | ⊙        | 3,2           | 21. Dez. 1973                  |
| Altshauser Weiher                                           |                | 4.075 WDPA: 81280  | Altshausen, Eichstegen Großer Weiher, der seit seiner Anlage im Mittelalter im nordwestlichen Teil bereits stark verlandet ist. Klassische Zonierung der Verlandungsgesellschaften; am Westufer artenreiche Bruchwälder; weiter landeinwärts schließen sich floristisch reiche Streuwiesen an; Lachmöwenkolonie und Entenbrutbiotop. | ⊙        | 50,0          | 30. Dez. 1974                  |
| Mauchenmühle                                                | BW             | 4.078 WDPA: 82145  | Eberhardzell, Bad Wurzach Quellhang mit seltenen Pflanzen- und Tiergesellschaften. (NR: Riß-Aitrach-Platten). | ⊙        | 11,6          | 15. Juli 1980                  |
| Schächele                                                   | BW             | 4.088 WDPA: 82504  | Isny im Allgäu Quellgebiet der Isnyer Ach mit den umgebenden Niedermooren als Lebensraum der hier vorkommenden seltenen Pflanzen- und Tierarten. | ⊙        | 15,0          | 23. März 1981                  |
| Quellmoore bei Englisreute                                  | BW             | 4.094 WDPA: 82353  | Bodnegg, Grünkraut Floristisch und faunistisch überaus wertvolle Feuchtgebiete mit floristischen Seltenheiten. | ⊙        | 6,9           | 23. Nov. 1981                  |
| Taufach- und Fetzachmoos mit Urseen                         |                | 4.097 WDPA: 82692  | Isny im Allgäu, Leutkirch im Allgäu Von den Eiszeiten geprägte Landschaft mit den beiden Urseen, den Toteislöchern in der Endmoräne und den offenen und bewaldeten Hochmoorflächen, sowie den Flach- und Übergangsmooren. | ⊙        | 311,0         | 23. Juni 1982                  |
| Gründlenried-Rötseemoos                                     |                | 4.103 WDPA: 81779  | Kißlegg Ursprüngliche Moorlandschaft, offene und bewaldete Hochmoorflächen sowie Zwischen- und Niedermoorbereiche mit ausgeprägter Zonierung, weitgehend intakter Lebensraum von hohem ökologischen Wert. | ⊙        | 347,2         | 21. Apr. 1983                  |
| Bimisdorfer Mösle                                           | BW             | 4.109 WDPA: 81403  | Wangen im Allgäu Kleinflächiges Gebiet mit verschiedenen Waldlebensräumen, Streuwiesen und Niedermoorflächen. | ⊙        | 9,4           | 28. Juni 1983                  |
| Fohrenweiher                                                | BW             | 4.113 WDPA: 81685  | Schlier Natürlicher See, der auf seiner ganzen Fläche verlandet ist; Lebensraum seltener Pflanzengesellschaften sowie gefährdeter Tierarten. | ⊙        | 5,6           | 15. Okt. 1983                  |
| Pfaumoos, Niggelmoos und Bei der Schleife                   |                | 4.121 WDPA: 164995 | Bodnegg, Waldburg Drei nährstoffarme Quellmoore mit reicher Flora und Fauna im Verbund. | ⊙        | 36,6          | 28. Dez. 1984                  |
| Sigrazhofer Ried                                            | BW             | 4.129 WDPA: 165571 | Kißlegg, Leutkirch im Allgäu Äußerst wertvolles Feuchtgebiet, das aus Nieder- und Zwischenmoorflächen mit Hochmoorbildungen besteht und einer vielfältigen Flora und Fauna Lebensraum bietet. | ⊙        | 20,3          | 28. Okt. 1985                  |
| Kemmerlanger Moos                                           | BW             | 4.139 WDPA: 164052 | Ravensburg Natürliches Feuchtgebietsmosaik mit Verlandungszone des Flappachweihers, Quellmoor, Bachlauf, Streuwiesen und einer Mineralbodeninsel in enger Verzahnung. | ⊙        | 21,8          | 6. Juli 1987                   |
| Saßweiher                                                   | BW             | 4.147 WDPA: 165325 | Bad Waldsee Spirken-Hochmoor mit vollständiger Zonation und umgebende Niedermoorflächen. | ⊙        | 38,1          | 3. Nov. 1988                   |
| Neuhauser Moos-Mollenweiher                                 |                | 4.149 WDPA: 164794 | Vogt Besonders reich strukturierter Komplex verschiedener Feuchtgebiets- und Moortypen. | ⊙        | 26,0          | 12. Jan. 1989                  |
| Gornhofer Egelsee                                           | BW             | 4.151 WDPA: 318451 | Ravensburg Im Jungmoränenhügelland gelegen, in einem abgetorften Moor als Fischweiher angestaut, ist der Egelsee mit seinem Verlandungsgürtel und Gehölzsaum und den umgebenden extensiv genutzten Wiesen ein wichtiges Brut- und Rastgebiet bedrohter Vogelarten und Laichgebiet für verschiedene Amphibienarten. | ⊙        | 7,7           | 14. Feb. 1989                  |
| Arrisrieder Moos                                            |                | 4.161 WDPA: 162243 | Kißlegg Hochmoorrest von beachtlicher Größe und die umgebenden verschiedenartigen Moorbiotope, die es zu erhalten, fördern und verbessern gilt; Schonwald (LWaldG § 32). | ⊙        | 110,9         | 19. Juli 1989                  |
| Bodenmöser                                                  |                | 4.163 WDPA: 162479 | Isny im Allgäu, Argenbühl Voralpiner Moorkomplex mit großflächigen Hoch-, Zwischen- und Niedermooren. Insbesondere die Hochmoorflächen, Streu-, Feucht- und Naßwiesen sollen vor Intensivierung und Entwässerung geschützt und durch Pflege- und Unterhaltungsmaßnahmen in ihrer ökologischen Wertigkeit verbessert werden; z. T. Schonwald (LWaldG § 32). | ⊙        | 606,6         | 22. März 1990                  |
| Tuffsteinbruch Weissenbronnen                               | BW             | 4.166 WDPA: 165974 | Wolfegg Geologisches, hydrogeologisches und kulturhistorisches Denkmal; sehr seltene, mächtige Tuffbildungen im Jungmoränenland; mosaikartig ausgebildete Lebensgemeinschaften von Pflanzen und Tieren im Quellmoor, in den Abbauflächen des Steinbruches und in den Quellbächen. | ⊙        | 6,3           | 27. März 1990                  |
| Premer Weiher                                               | BW             | 4.168 WDPA: 165035 | Wolfegg Typisches Landschaftselement in der Kulturlandschaft Oberschwabens; wichtiger Nahrungsbiotop für Brut- und Rastvögel. | ⊙        | 7,2           | 28. Mai 1990                   |
| Hengelesweiher                                              |                | 4.171 WDPA: 163636 | Isny im Allgäu Weiher mit charakteristischen Verlandungszonen und Riedgebiete als prägende Elemente der Kulturlandschaft; ökologisch hochwertiges Lebensraummosaik, mit einer artenreichen und z. T. hochgradig bedrohten Tier- und Pflanzenwelt. | ⊙        | 52,9          | 2. Aug. 1990                   |
| Booser-Musbacher Ried                                       | BW             | 4.176 WDPA: 162496 | Ebersbach-Musbach, Bad Saulgau Vielfältiges, durch verschiedenste Vegetationstypen gekennzeichnetes Ried; Booser See und ehemalige Lehmgrube, Toteisrinne und Toteisloch als erdgeschichtliche Dokumente. | ⊙        | 96,4          | 11. Jan. 1991                  |
| Badsee                                                      |                | 4.178 WDPA: 162323 | Isny im Allgäu, Argenbühl Teil des Badsees mit angrenzendem Verlandungsmoor; typisches Beispiel einer Verlandungssukzession, mit charakteristischer Zonierung von der Schwimmblattzone bis zum Hochmoor. | ⊙        | 15,3          | 21. Jan. 1991                  |
| Ebenweiler See                                              | BW             | 4.179 WDPA: 162833 | Ebenweiler, Guggenhausen See mit charakteristischen Verlandungszonen und anschließende Ried- und Grünlandgebiete mit hochrangiger ornithologischer Bedeutung. | ⊙        | 115,0         | 22. Jan. 1991                  |
| Reps- und Ochsenweiher                                      | BW             | 4.180 WDPA: 165142 | Leutkirch im Allgäu Landschaftstypischer Biotopkomplex bestehend aus Weihern mit Verlandungszonen, Großseggenriedflächen, Pfeifengraswiesen und Naßwaldbeständen; Brutplatz gefährdeter Wasservogelarten. | ⊙        | 11,4          | 1. Feb. 1991                   |
| Moosmühle                                                   | BW             | 4.181 WDPA: 164690 | Leutkirch im Allgäu Stillgewässer und angrenzendes Feuchtgebietsmosaik mit Verlandungszone, Kalkflachmoor, Bachläufe, Gräben, Feucht- und Streuwiesen, feuchtgründige Waldbiotope; angestrebt wird die Beseitigung ökologisch schädlicher Veränderungen der Vergangenheit sowie die Förderung naturnaher Waldgesellschaften und die Begrenzung des Nährstoffeintrages in den Weiher. | ⊙        | 49,3          | 4. Feb. 1991                   |
| Herzogenweiher                                              |                | 4.182 WDPA: 163660 | Amtzell, Bodnegg Weiher mit anschließenden Riedgebieten und Feuchtwiesen als charakteristische, aber hochgradig gefährdete Elemente der oberschwäbischen Kulturlandschaft; es wird angestrebt, bereits eingetretene Schädigungen der Vergangenheit rückgängig zu machen. | ⊙        | 34,1          | 5. Feb. 1991                   |
| Krottental-Karbach                                          | BW             | 4.183 WDPA: 164266 | Amtzell, Wangen im Allgäu Naturnahe, von extensiver Nutzung geprägte voralpine Talaue mit hohem ökologischen Wert - durch den Verbund unterschiedlicher Feuchtbiotope -, typisches Landschaftselement in der Kulturlandschaft Oberschwabens; Nahrungs-, Brut- und Rastbiotop vieler Vogelarten. | ⊙        | 19,0          | 6. Feb. 1991                   |
| Wolfegger Ach                                               | BW             | 4.184 WDPA: 166350 | Vogt, Wolfegg Naturnahe, von extensiver Wiesennutzung geprägte voralpine Flussniederung; hohe ökologische Wertigkeit durch den Verbund unterschiedlicher Feuchtbiotope. | ⊙        | 66,0          | 8. Feb. 1991                   |
| Karbachmoos                                                 | BW             | 4.186 WDPA: 164025 | Wangen im Allgäu Typische bäuerlich genutzte Flachmoorlandschaft bestehend aus Streuwiesen, Hochstaudenfluren und natürlichem Bachlauf; wichtiges Rückzugsgebiet gefährdeter Lebensgemeinschaften mit zahlreichen gefährdeten Tier- und Pflanzenarten. | ⊙        | 10,5          | 22. Feb. 1991                  |
| Moos im Zeller Wald                                         |                | 4.192 WDPA: 164683 | Isny im Allgäu Teilweise noch unberührter Hochmoorlebensraum und abgetorfte Moorvegetationsflächen als Rückzugsgebiet z. T. hochgradig gefährdeter Tier- und Pflanzenarten. | ⊙        | 14,0          | 4. Nov. 1991                   |
| Rengersmoos                                                 |                | 4.193 WDPA: 165139 | Isny im Allgäu Hochmoorrest und abgetorfte Moorvegetationsflächen als Lebensraum und Rückzugsgebiet gefährdeter Tiere und Pflanzen. | ⊙        | 9,0           | 5. Nov. 1991                   |
| Gießenmoos (2 Teilgebiete)                                  | BW             | 4.194 WDPA: 163244 | Wangen im Allgäu, Argenbühl 2 Teilgebiete. Wertvolle Restflächen eines einst ausgedehnten Flach- und Quellmoorgebietes mit wichtigen landschaftsökologischen Ausgleichsfunktionen wie Wasserrückhalt und -reinigung; Rückzugsgebiet einer artenreichen und gefährdeten Tier- und Pflanzenwelt. | ⊙        | 15,0          | 6. Nov. 1991                   |
| Annaberg                                                    |                | 4.199 WDPA: 162224 | Baindt Sekundärbiotop, entstanden durch teilweisen Abtrag des Annaberges (Kiesentnahme); einzigartiger Artenreichtum an hochgradig gefährdeten Tier- und Pflanzenarten; Teil eines regionalen Verbundes von Trockenlebensräumen. | ⊙        | 14,4          | 3. März 1992                   |
| Haslacher Weiher                                            |                | 4.207 WDPA: 163550 | Aulendorf Wichtiges Element im Verbund oberschwäbischer Feuchtgebiete; historisches Zeugnis vielfältiger Weihernutzungsformen; Lebensraum und Rückzugsgebiet einer artenreichen Tier- und Pflanzenwelt. | ⊙        | 22,0          | 20. Juli 1992                  |
| Herrgottsried                                               | BW             | 4.209 WDPA: 163653 | Bad Wurzach Durch menschliche Eingriffe stark veränderter Niedermoorkomplex, dessen ökologische Aufwertung angestrebt wird; Lebensraum für eine artenreiche und gefährdete Tier- und Pflanzenwelt; Rastplatz für Zugvögel. | ⊙        | 72,0          | 17. Aug. 1992                  |
| Staudacher Weiher                                           |                | 4.216 WDPA: 165648 | Argenbühl Zwei Gewässer und Verlandungszonen und anschließende Feuchtwiesen; wichtiger Trittstein im Lebensraumverbund im württembergischen Allgäu; Rast- und Ruheraum für Zugvögel; Kulturlandschaft von besonderer landschaftlichen Schönheit; Zeugnis einer noch stattfindenden Moorbildung. | ⊙        | 20,0          | 16. Jan. 1993                  |
| Lochmoos                                                    |                | 4.221 WDPA: 164495 | Schlier Niedermoorlandschaft als wertvolles Element der herkömmlichen Kulturlandschaft, Quellgebiet und Wasserspeicher für das kulturhistorisch bedeutsame Gewässersystem des "Stillen Baches", wichtiger Bestandteil im Lebensverbund oberschwäbischer Feuchtgebiete. | ⊙        | 54,9          | 23. Apr. 1993                  |
| Rotasweiher-Degermoos                                       | BW             | 4.222 WDPA: 165226 | Wangen im Allgäu Überaus reich strukturierter Moorkomplex mit eingestreuten mineralischen Magerrasen; wichtiger Bestandteil im Lebensverbund von Feuchtgebieten im Württembergischen Allgäu; Zeugnis einer seit vielen Jahrhunderten gewachsenen extensiv genutzten Kulturlandschaft. | ⊙        | 52,7          | 23. Apr. 1993                  |
| Zeller See                                                  |                | 4.239 WDPA: 166399 | Kißlegg Natürlicher See mit Verlandungszonen und Niederung der Kißlegger Ach mit Streuwiesen; wichtiger Trittstein im Lebensraumverbund von Feuchtgebieten entlang der Kißlegger und Wolfegger Ach; durch Einschränkung der Nutzungen soll die Wertigkeit des Gebietes erhalten und verbessert werden | ⊙        | 30,6          | 22. März 1994                  |
| Laubener Brunnen                                            | BW             | 4.257 WDPA: 164387 | Aichstetten, Leutkirch im Allgäu Landschaftsteil mit sehr seltenen hydrologischen Verhältnissen, daraus resultierendes hochwertiges Feuchtgebietsmosaik; stark schüttende Quellaufbrüche mit kalkhaltigem, nährstoffarmem Wasser, Gießen, ausgedehnte Altwässer mit auffälligen hydrologischen Besonderheiten (Quellschüttungen, Grundwasserspiegelschwankungen, Kombination von Still- und Fließgewässercharakter mit allen Übergängen); Lebensraum einer außerordentlich artenreichen Flora und Fauna. | ⊙        | 50,1          | 16. März 1995                  |
| Ebersberger Weiher                                          |                | 4.259 WDPA: 162834 | Amtzell, Neukirch Reich strukturiertes Ökosystem, bestehend aus: einem Weiher mit Schwimmblattgesellschaften und breitem Schilfröhrichtgürtel, zwei verlandeten Weihern mit Streuwiesen- und Feuchtwiesenflora, Pfeifengrasstreuwiesen, Feuchtwiesen und Grünlandflächen als Pufferzone; zahlreiche Insektenarten finden hier ihren Lebensraum; Brutgebiet vieler Vogelarten, darunter gefährdete Wiesenbrüter. | ⊙        | 25,8          | 26. Apr. 1995                  |
| Moore und Weiher um Brunnen                                 | BW             | 4.277 WDPA: 164672 | Bad Wurzach, Kißlegg Ökologisch hochwertiger Moor- und Feuchtgebietskomplex, extensiv genutzte, gering belastete Flächen als Rückzugsraum spezialisierter Arten; kulturhistorisches Zeugnis einer jahrhundertealten Weiherwirtschaft; wichtiger Bestandteil im Lebensverbund von Feuchtgebieten im württembergischen Allgäu. | ⊙        | 195,0         | 20. Dez. 1996                  |
| Schmalegger und Rinkenburger Tobel                          |                | 4.279 WDPA: 165433 | Berg, Ravensburg, Horgenzell Naturnahes Tobelsystem von europäischer Bedeutung mit naturnahen Schlucht- und Hangmischwäldern, Kalktuffquellen und einem Netz naturnaher Fließgewässer mit natürlicher Dynamik, begleitet von naturnahen Eschen-Erlenwäldern; Beispiel einer geomorphologischen Erscheinungsform mit aktueller Entwicklungsdynamik, Landschaftsteil von besonderer landschaftlicher Schönheit. | ⊙        | 232,2         | 7. Jan. 1997                   |
| Argen                                                       |                | 4.282 WDPA: 162237 | Kressbronn am Bodensee, Langenargen, Neukirch, Tettnang Weitgehend natürlicher oder naturnaher Flusslauf der Argen mit den Uferbereichen und Talhängen sowie extensive Nutzungsformen im Talgrund als Zeugnis von Erd- und Landschaftsgeschichte sowie Lebensraum für seltene und gefährdete Pflanzen- und Tierarten; in Baden-Württemberg einmalige Biotopdichte und damit als landschaftliches Vernetzungselement zwischen dem Bodensee und den Quellbereichen von Unterer und Oberer Argen im Naturraum Adelegg bzw. Westallgäuer Hügelland von herausragender ökologischer Bedeutung ist.                         | ⊙        | 302,6         | 16. Dez. 1997                  |
| Rimpacher Moos - Weites Ried                                |                | 4.291 WDPA: 318992 | Isny im Allgäu, Leutkirch im Allgäu Ökologisch hochwertiges Feuchtgebietsmosaik als Lebensraum und wichtiges Rückzugsgebiet einer artenreichen und gefährdeten Pflanzen- und Tierwelt, insbesondere jedoch als Brutgebiet seltener Vogelarten; Niedermoor- und Pfeifengraswiesenkomplex von europäischer Bedeutung, mit wichtigen landschaftsökologischen Ausgleichsfunktionen wie Wasserspeicher und Versickerungsstelle für das Trinkwasserschutzgebiet Laubener Brunnen; wichtiger Bestandteil in einem Lebensraumverbund von nicht oder nur extensiv genutzten Feuchtgebieten.                                    | ⊙        | 75,8          | 6. Mai 1998                    |
| Neuravensburger Weiher                                      |                | 4.298 WDPA: 164799 | Wangen im Allgäu Weiher mit Verlandungszone als Brut- und Rastplatz für seltene und bedrohte Vogelarten von zum Teil europäischer Bedeutung; Feucht- und Nasswiesen sowie Quellbereiche und Reste von Streuwiesen als Standorte seltener oder gefährdeter Pflanzenarten; Lebensraum und Rückzugsgebiet einer artenreichen Tier- und Pflanzenwelt, wichtiger Bestandteil im Lebensraumverbund von nicht oder nur extensiv genutzten Feuchtgebieten; Landschaftsteil von besonderer Schönheit und kulturhistorisches Zeugnis einer früheren Landnutzung                                                                 | ⊙        | 38,5          | 13. Juli 2000                  |
| Brunnenholzried                                             | BW             | 4.308 WDPA: 81475  | Bad Waldsee Sicherung der unbeeinflussten Entwicklung des teilweise entwässerten Hochmoores und seiner Randzonen mit den typischen Tier- und Pflanzenarten. | ⊙        | 163,9         | 4. Dez. 2003                   |
| Kiesgrube Aitrach                                           |                | 4.318 WDPA: 378108 | Aitrach Erhaltung der vom Grundwasser gespeisten Baggerseen als Lebensraum gefährdeter Tier- und Pflanzenarten, Erhaltung der noch gehölzfreien Rohbodenflächen als Standort für seltene und gefährdete Pflanzenarten, Erhalt der nordostexponierten, mit Eichen-Hainbuchenwald bestockten Niederterrassen. | ⊙        | 13,4          | 17. Okt. 2007                  |
| Legende für Naturschutzgebiet                               |                |                    | |          |               |                                |